# 索尔德沃洛
索尔德沃洛（義大利語：Sordevolo），是意大利比耶拉省的一个市镇。总面积13平方公里，人口1316人，人口密度101.2人/平方公里（2009年）。ISTAT代码为096063。